# Manambovo
Der Manambovo ist ein Fluss im Süden Madagaskars.

## Verlauf
Der Fluss entspringt im Norden der Region Androy. Er fließt das längste Stück in südlicher Richtung. Die letzten 50 km verlaufen gen Südosten. Der Manambovo mündet etwa 30 km südöstlich von Tsiombe in den Indischen Ozean.

## Hydrometrie
Die Durchflussmenge des Manambovo wurde an der hydrologischen Station Tsihombe bei gut der Hälfte des Einzugsgebietes, über die Jahre 1956 bis 1976 gemittelt, gemessen (in m³/s).